# Bugs Bunny et les Trois Ours
Pour plus de détails, voir Fiche technique et Distribution.
Bugs Bunny et les Trois Ours (Bugs Bunny and the Three Bears en anglais) (1944) est un cartoon Merrie Melodies réalisé par Chuck Jones mettant en scène Bugs Bunny et les 3 ours. Le dessin animé est sorti le 26 février 1944.

## Synopsis
Henry, le papa ours, Ma, la maman ourse, et Junyer, le bébé ours de 7 ans et demi, n'ont plus rien à manger. Henry décide d'attirer un lapin en faisant une fausse promenade et en laissant de la soupe de carotte. Bugs y goûte et demande du ketchup, Junyer lui apporte et Henry lui donne une correction. Après avoir séduit Ma, Bugs se fait poursuivre par Junyer et Henry, il est sauvé par Ma puis poursuivit à son tour par la maman ourse.

## Fiche technique
genre : animation

## Sortie DVD
- Looney Tunes : Tes héros préférés vol.1